# フモール
フモールは、18世紀から19世紀にかけて生まれたドイツ・ロマン派の芸術理論の基本概念。フモールはドイツ語で「ユーモア」を意味する。

## 概要
フモールは元々「液体」を意味するラテン語「humor」に由来する。古代から中世において乾と湿との相関が人間の体調および気質を規定する生理学的な考え方にあい、「体液」と意味したと言われる。16世紀以降から、英語の「ユーモア」として使われ、「気質」という意味にも用いられるようになった。また、フモールはデッソワーの円環的範疇論の滑稽の中で美において最も重要視されている。ここでのフモールは崇高の滑稽的否定であり、本来的な「崇高」の価値が開示されている。美の概念そのものの根本契機としてフモールを最重視し、「フモールは常に形而上学を行う」と述べられている。
フモールは、同時代の哲学者ゾルガー（1780―1819）などによって、原理的に論じられている。フモールに並ぶ基本的な芸術的意識態度として取り上げられているイロニー（またはアイロニーと呼ぶ）はいっさいの有限な現象であるが、いかに価値のあるものであっても理念に照らしてみれば空無にすぎないとして、否定の契機を強調する。逆に、フモールは、いっさいの有限で卑小な現象もそれが同時に理念の現実世界の内なる顕現である限りで、これを価値あるものとして迎え入れる肯定の契機を強調する。また19世紀末から20世紀初めの、フィッシャーやフォルケルトらの美学においても、フモールは、滑稽のもっとも高い境地として取り上げられている。
1685年、発作で倒れたチャールズ2世に対し、医師団は王のフモールを脳から除去するためブリオニア（ウリ科の植物）の干した根を投与した。当時脳には人体を構成し、精神をも支配する体液＝フモールが流れていると考えられていたためである。